# Изпълнителна заповед 6102
Изпълнителна заповед 6102, подписана от президента на САЩ Франклин Д. Рузвелт на 5 април 1933 г., забранява притежаването („натрупването“) на златни монети, златни кюлчета и златни сертификати над 100 щ.д. в континенталните Съединени щати, като по този начин установява частична забрана за злато. Сумата от 100 долара съответства по това време на приблизително 5 унции злато.
Ограничението за притежаване на злато в САЩ е отменено с проектозакон за легализиране, внесен в конгреса от президента Джералд Форд и влязъл в сила на 31 декември 1974 г. (Изпълнителна заповед 11825).

## Обосновка
Посочената причина за закона е, че трудните икономически времена са довели до „трупането“ на злато от частни лица, което възпрепятствало икономическия растеж и влошавало икономическата депресия, тъй като американската валута е обезпечена със злато и подлежи на златния стандарт. Централните банки трябва да гарантират, че валутата може да се обменя за злато при фиксиран курс.
Законът за Федералния резерв от 1913 г. изисква 40 процента златно обезпечаване на валутата.
Следователно печатането на пари е ограничено от количеството злато, налично в централните банки. Нарушенията на забраната за злато могат да бъдат наказани със затвор до десет години или глоба до 10 000 щатски долара.
На следващата година цената на златото от 20,67 долара е променена и фиксирана чрез т. нар. Gold Reserve Act на 35 долара за унция. По този начин се постига девалвация на долара. Тази цена остава фиксирана до края на т. нар. Бретън-Удска система. След нея на практика е отменено обезпечението на долара със злато.